# Герб на Босилеград
Настоящият герб на град Босилеград е приет от Общинския съвет през септември 2002 година. Представлява комбинация от проектите, класирани на трите първи места на конкурса за герб на гр. Босилеград, организиран от Общинския съвет. Гербът на Босилерад представлява светлосин щит, върху който са изобразени книга, църква и планина с чемширен венец. Книгата съдържа отличителните букви в сръбската и българската кирилски азбуки (Ћ, Ј, Љ, Њ, Ђ, Џ - сръбски букви на левия и Ъ, Я, Й, Ю, Ь, Щ - български букви на десния лист от разгърнатата книга). Тя обозначава двете културни и езикови влияния в града - на българския език като майчин и на сръбския като официален. Изобразената църква е мини-изображение на най-старата църква в областта — храмът „Св. Троица“ в село Извор, символизираща източноправославното вероизповедание на местното население. Най-долу в герба е изобразен планинският масив на Дукатска планина и връх Църноок, най-високата планина в общината, олицетворяваща екологично чистата природа в местността. Чемширът е символ, често споменаван в местния фолклор, и имащ важна роля в местните обреди (кръщене, сватба, погребение). Редуването на червената рамка на щита, синия фон и бели изображения прави паралел между редуването на панславянските цветове на трикольора на република Сърбия. Щитът е поддържан от два златни изправени лъва, обърнати към щита от лявата и дясната хералдическа страна. Те стоят върху произволна основа и символизират принадлежността на местното население към българския етнос и култура, тъй като изправеният лъв е символ на България. Под щита и основата се намира червена лента (повтаряща цвета на метала на щита) с бели ръбчета, върху която с бели букви е изписано името на града.
Върху щита вместо корона е изобразен по-малък щит, обвит във венец от златни дъбови клонки. Дъбовите клонки като символ са взети от социалистическия герб на Сърбия, но те се намират също така и на герба на България. Малкият герб изобразява сградата на общината на града. Отново се забелязва редуване на трите цвята, синьо (цветът на небето), бяло (цветът на сградата) и червено (цветът на земята), създавайки паралел с цветовете от знамето на Югославия. Щитодържателите носят освен щита и две знамена (по модел на гербовете на градовете в Сърбия) - националното знаме на Сърбия и знамето на града.
Знамето на Босилеград се състои от две еднакви водоравни цветни полета, синьо и зелено в същия ред от горе надолу, разделени помежду си от златна лента. Те представляват синьото небе и зелените поля, а златната лента олицетворява изгрева – символ на нова надежда.